# Festival Juventus
Le festival Juventus (du latin juventus, « la jeunesse ») est un festival de musique classique créé en 1991 sous le patronage du Secrétaire Général du Conseil de l’Europe et sous la direction artistique de Georges Gara. Il est géré par l'Association Juventus Europe. Le concept original du festival consiste à repérer à leur insu de jeunes solistes talentueux, qui une fois cooptés par les anciens lauréats peuvent devenir à leur tour et s'ils le souhaitent « lauréats Juventus ».
Le festival accueille ainsi chaque année en juillet les lauréats nouveaux et un grand nombre d'anciens qui donnent ensemble des concerts de musique de chambre de grande qualité. Le festival conseille les lauréats, les aide dans le lancement de leur carrière, et constitue un lieu d'échange et d'entraide.

## Histoire
Les six premières années d'existence du festival avaient pour cadre la saline royale d'Arc-et-Senans. Après une année au Luxembourg dans le cadre de la présidence européenne, le conseil général du département du Nord invita  en 1998 Juventus à se fixer à Cambrai.  En 1999, le département du Nord et la ville de Cambrai se sont associés pour soutenir Juventus.
Le théâtre de Cambrai, construit en 1924 par l'architecte Pierre Leprince-Ringuet, était laissé à l’abandon depuis 25 ans. L'installation de Juventus à Cambrai entraîna de très importants travaux de rénovation et une réouverture en 2003 pour le 13e festival Juventus. Pendant les travaux le festival était hébergé par le lycée Notre-Dame de Grâce de Cambrai.